# Alfred Haase (Manager)
Karl Helmut Alfred Haase (* 12. Mai 1903 in Ilmenau; † 5. März 1972) war ein deutscher Jurist und Vorstandsvorsitzender der Allianz Versicherungs-AG.

## Leben
Haase legte am humanistischen Königin-Carola-Gymnasium in Leipzig das Abitur ab. Im Anschluss daran absolvierte er an der Universität Leipzig das Studium der Rechtswissenschaften. Während des Studiums wurde er Mitglied der Landsmannschaft Afrania. Als Assessor agierte Haase beim Sächsischen Justizministerium und im Anschluss daran war er für einen Wirtschaftsverband tätig. 1933 begann seine Tätigkeit für die Allianz Versicherungs-AG, zunächst in Dresden und ab 1937 als Generaldirektor in Berlin. Haase wurde 1938 zum stellvertretenden Vorstandsmitglied berufen und war ab 1946 ordentliches Vorstandsmitglied. Von 1962 bis 1971 war er schließlich Sprecher des Vorstandes. Ferner war Alfred Haase von 1962 bis 1972 Mitglied des Aufsichtsrates der Deutschen Bank AG.